# Троцькі (нащадки Максима Троцького)
Троцькі (пол. Trocki, рос. Троцкие) — козацько-старшинський, а пізніше дворянський рід. 

## Походження
Нащадки новомлинського міщанина Максима Троцького, Лубенського полкового судді (1710-1719). Його син Петро був Лубенським наказним полковником та тимчасово заміняв генерального осавула (1742).

## Опис герба
У щиті, що має срібне поле, хрестоподібно покладені три шпаги вістрями вниз, протягнуті через золоту дворянську корону.
Щит увінчаний дворянськими шоломом і короною. Нашоломник: вилітає птах в короні, що тримає в правій лапі жезл. Намет на щиті срібний, підкладений зеленим. 
Герб роду Троцьких внесений до Частини 8 Спільного гербовника дворянських родів Всеросійської імперії, стор. 133.

## Представники роду
- Троцький, Віталій Миколайович (1835 —1901) — генерал від інфантерії, військовий губернатор Сирдар'їнської області.